# 重慶トンネル虐殺事件
重慶トンネル虐殺事件（じゅうけいトンネルぎゃくさつじけん、中国語：重庆隧道惨案）は、日中戦争中の1941年6月5日に中国・重慶に日本軍が実施した重慶爆撃の際に、防空壕として掘られたトンネル（防空洞）内で起きた大量死亡事件。六五大トンネル事件とも呼ばれる。

## 事件の経過
重慶には、当時の重慶国民政府によって日本の航空機の攻撃を避けるための防空洞が多く掘られた。防空洞は通常の防空壕と違い、砂岩をくり抜いて作った洞、及び防空洞と同目的で使われた大隧道と呼ばれた地下トンネルなどである。現場となった大トンネル(十八坡トンネル)もその一つで市の中心部の少し西の十八梯に位置していた。最も大きかった防空洞であったとも言われる。
1941年6月5日21時、日本軍は重慶で大規模な爆撃を開始した。日本軍は24機の爆撃機で3次にわたって攻撃、空爆は3時間ほど続いた。この空襲警報が解除されるまで5時間かかったともいわれている。長時間かけての波状攻撃はたびたびのことで、これには、空襲が終わったと思わせ、航空兵力温存のため避難していた中国側の航空機が帰投してきたところを狙うため、住民が防空壕から出て来たところを狙って人的犠牲を増やすため、そこまでいかずとも殊更に長時間避難状態を続けさせ首都活動を阻害、また、人々を疲弊させ厭戦気分を煽るため、あるいはその全てと、諸説ある。
中国側も、疎開対策・空襲時交通整理・長時間避難時の食料日用品支給を担う「陪都空襲服務総部隊」、灯火管制・避難誘導・救助・消防等を担う「防護団」を組織し、彼らは危険な任務に当たり、殉職も多かったとされるが、都市戦略爆撃といった未曾有の事態に対して人々の意識や対処法は十分なものではなかった。
この事件時、市民1万人が4000から5000人しか入れない十八坡トンネルに押し寄せていた。トンネル入り口で、日本機帰投が偽装であることを恐れる中国憲兵が爆撃が終わっていないことを理由に鍵をかけたまま防空洞の外に出ることを阻止したため、高熱と酸素不足、あるいは混雑そのものやパニックにかられた者が出口に押し寄せたことによる圧迫や転倒により、圧死･窒息死する者が多数出た。この事故犠牲者の写真はアメリカのライフ誌の写真記事や通信社アクメ ニュ－スピクチャーズ（ACME Newspictures）の電送写真によって報じられ、世界に知られた。ライフ誌の報道では、犠牲者らがパニックに駆られたとして（おそらく「パニックになった者が出入り口付近に押し寄せた結果、壁に押し付けられたり、転倒した者らが、折り重なった人間の山から必死になって脱け出そうとして、互いに他人の衣服を掴んだり、あるいは、逆に掴まれた自身の衣服を外そうとして」という意味と思われる)、しばしば自身や他の者の衣服を引き千切っていたとされる。当時報じられた写真を見ると、こういった大量圧死事故でしばしば起こりがちなことであるが、体格的に弱い女性や子どもの死者が目立つ。

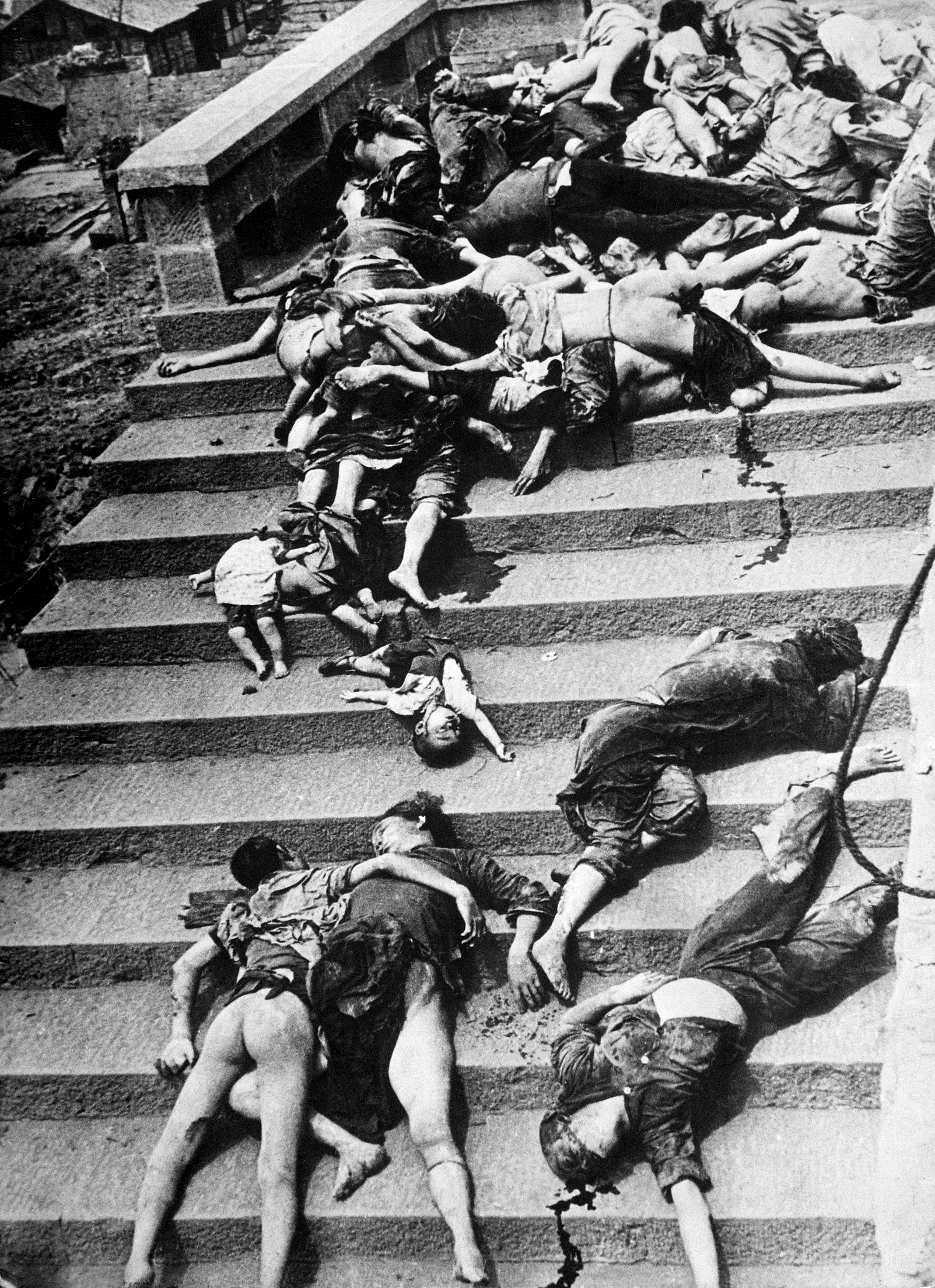
1941年6月5日の爆撃の際、防空壕で起こった事故により圧死・窒息死した犠牲者らの、外に運び出された遺体とされる写真（撮影：カール・マイダンス）LIFE誌（1941年7月28日号）

事件後まもなくの公式調査によると死者は992人とされていたが、複数の重慶の地元の年代記では2000人から3000人が死亡したと記されている。先のライフ誌の報道では死者を4千人としている。あくまで当時の生存者の聞いた噂であるが、死者が千人以上であれば責任者が処刑される惧れがあったので、公式の死者数はこの数字にされたといった話も伝わるという。また、事件直後の当局側の公式発表では、日本軍の爆撃により発電所が被害を受け、停電で換気装置が停止した影響もあると説明されているが、今日、主に語られるのはパニックによる押し寄せや転倒の結果として圧死･窒息死が起こったということである。事件直後から、死者千人未満という数字には住民らから疑義が呈されており、事件後間もない時期にロイターは約3千名が死んだとする説を報じ、中国から引き揚げてきたドイツ人は死者5千～6千人との現地の噂をベルリンの日本大使館で語ったとされる。事件2か月ほど後の日本の新聞は公的発表では7百余人だが実際には1.4万人弱が実際には死んだようだといった話を書き立てている。現地中国においても1万人近いとする噂や2万人とする説もある。木村朗は、1938年２月18日から1943年８月23日までの５年半の重慶爆撃そのもので、死者11,889人、負傷者14,100人、 破壊した家屋17,608戸という数字を紹介している。
これら実際にはより多数だったのではないかと見られた遺体について、長江に投げ込まれて処分されたとの噂もあったが、『新民報』の記者である陳理源の調査により、一部は遺族によって埋葬され、遺族が埋葬場所を見つけられなかったり外部から重慶に来ていたといった者の、残りの遺体は、重慶副都空襲救助委員会によって長江北岸の黒石と呼ばれる丘の間に埋葬されたことが判明している。
この被害者数は第二次世界大戦の一回の爆撃による間接被害者数の総数としては最も多いとされるが戦死には含まれない。

## 追悼
重慶市は毎年6月5日を「防空警報試験日」としている。1998年以来、重慶の主要都市の防空警報は毎年この日に鳴らされていて、政府は人々に国恥を忘れず、歴史を銘記するよう促している。また、トンネルがあったところは現在遺跡として残っており、生存者や犠牲者の遺族になどよる追悼式が行われている。

## 映像
中国のテレビ番組「记忆之城」（「記憶の町」の意味）では重慶大爆撃を背景に起こったこの惨劇を紹介している。
日本では、2017年5月22日に日本テレビ『NNNドキュメント’17』の「戦争のはじまり　重慶爆撃は何を招いたか」でこの事件を紹介している。

## 参考資料
- 重庆防空隧道发生窒息惨案（中国語、2014年9月9日時点のウェブアーカイブ）
- “重慶大爆撃の生存者、「六五大トンネル事件」の犠牲者を追悼”. 中国網日本語版. (2018年6月6日) 2021年11月13日閲覧。